# Igor Mazurenko
Igor Mazurenko (ur. 9 grudnia 1968 w miejscowości Bałakłeja, Ukraina) – sportowiec (kulturystyka, trójbój siłowy, wyciskanie leżąc, armwrestling), menadżer sportu oraz przedsiębiorca (branże: sprzęt sportowy i suplementy). Mistrz Świata w armwrestlingu (2011).

## Aktywności zawodowe
- sportowiec
- trener/doradca;
- działacz w amatorskim armwrestlingu;
- menadżer w profesjonalnym armwrestlingu;
- przedsiębiorca, producent;
- wydawca, dziennikarz.

## Rodzina i miejsce urodzenia
Igor Mazurenko urodził się w republice Ukraina. Miejscowość rodzinna – wioska Bałakłeja leży nieopodal Czerkas (rejon smiłański). We wsi Bałakleja mieszkał na stałe do czasu rozpoczęcia studiów w Moskwie.
Jest żonaty, ma troje dzieci: Karinę, Ninę i Mikołaja.
Żona Anna Mazurenko pracuje w rodzinnym przedsiębiorstwie i działa w strukturach polskiego i europejskiego armwrestlingu.

## Wykształcenie
- Szkoła podstawowa w miejscowości urodzenia (Bałakleja) w latach 1976–1984;
- Technikum Medyczne w Czerkasach w latach 1984–1985;
- Szkoła zawodowa (stolarstwo) w Moskwie w latach 1986–1987 – zakończona maturą.

## Studia
Studia na Moskiewskim Instytucie Sportowym w latach 1987–1988.
Instytut Sportu w Moskwie na kierunek podnoszenie ciężarów po raz pierwszy przyjął studenta, który nie był zawodnikiem w tej dziedzinie sportu. Igor Mazurenko, jako pierwszy kulturysta studiował w tej uczelni badanie metodyki kulturystyki i trójboju siłowego.
W roku 2005 Igor Mazurenko podjął na nowo studia zaoczne w Moskiewskim Uniwersytecie Sportowym na wydziale zapasów, na kierunku armwrestling.

### Praca magisterska
W roku 2012 Igor Mazurenko obronił pracę magisterską: „Analiza porównawcza przygotowania siłowego dwóch czołowych zawodników: Andreya Pushkara i Denisa Cyplenkova, na podstawie ich startów w Pucharze Świata Zawodowców. Porównanie i analiza planów treningowych i wyników.”

### Doktorat
Obecnie Igor Mazurenko przygotowuje pracę doktorską na wydziale sportowym Politechniki Kaliningradzkiej. Tematem będą nowatorskie metody treningowe w armwrestlingu.

## Miejsca zamieszkania
Od urodzenia do 1987 mieszkał na stałe we wsi Bałakleja.
1987 – 1988 mieszkał w Moskwie;
1988 – 1989 przebywał prywatnie w Grecji;
1989 – 1990 ponownie w Moskwie;
1990 – 1995 mieszkał na Ukrainie, pracował między innymi, jako kierownik ośrodka sportowo-rekreacyjnego.
Polska
Od roku 2000 – mieszka w Polsce na stałe.

## Sukcesy sportowe
Kulturystyka, wyciskanie leżąc, trójbój siłowy:
Startował w latach 1988–1999 na Mistrzostwach Moskwy, na turnieju o Puchar Walentyna Dikula (drugie miejsca), oraz w zawodach / meczu Moskwa vs USA.
W wyciskaniu leżąc zajął czwarte miejsce na Mistrzostwach Świata WPC (1999), w kategorii 125 kg, z wynikiem 245 kg.
W armwrestlingu – dziesiątki wygranych turniejów, X tytułów Mistrza Polski, medale mistrzostw Europy, Mistrz Świata w Armwrestlingu 2011.

## Sukcesy trenerskie
Trener, wychowawca Mistrzów Polski, Europy, autor dziesiątków opracowań na temat metodyki treningu.

## Działacz amatorskiego armwrestlingu
Twórca pierwszego klubu „Złoty Tur” Gdynia, założyciel Federacji Armwrestling Polska, Prezydent Federacji Armwrestling Polska (FAP), wiceprezydent Europejskiej Federacji Armwrestlingu.

## Menadżer zawodowego armwrestlingu
Założyciel Profesjonalnej Ligi Armwrestlingu, twórca i menadżer Turnieju o Puchar Złotego Tura/Puchar Świata Zawodowców, NEMIROFF WORLD CUP.

## Wydawca, dziennikarz, reporter
Dziennikarz/publicysta, autor setek wywiadów i relacji w formie drukowanej, fotograficznej i filmowej opublikowanych m.in. na stronach magazynu ARMPOWER, stronie internetowej www.armpower.net.
Wydawca – twórca i wydawca magazynu ARMPOWER, założyciel portali armpower.net, redaktor naczelny dodatku do miesięcznika „Sport dla Wszystkich” a obecnie do miesięcznika „Kulturystyka i Fitness”, producent filmów poświęconych siłowaniu na rękę. Jeden z filmów został wybrany najlepszym w kategorii "Programy sportowe" podczas Międzynarodowego Festiwalu Filmów i Programów Sportowych – Warszawa 2007 oraz zajął drugie miejsce na „XXV Międzynarodowym Festiwalu w Milano – Sport Movies & TV” w kategorii: „Tv Show Sport”.
Przedsiębiorca – właściciel przedsiębiorstwa produkującego suplementy FIT MAX; przedsiębiorstwa produkującego sprzęt MAZURENKO ARMWRESTLING EQUIPMENT oraz przedsiębiorstwa zajmującego się realizacją wydarzeń sportowych MAZURENKO PROMOTIONS.

## Od marzeń do ich realizacji
Szkoła podstawowa i średnia. Na tym etapie edukacji marzeniem Mazurenki było zostać chirurgiem i ratować ludzkie życie. Do tego pasjonował się lotnictwem wojskowym i składał modele samolotów. (Niedawno udało mu się zrealizować marzenia z dzieciństwa i uzyskać licencję pilota).
Lata osiemdziesiąte – okres pobytu w Bałaklei i Czerkasach to zainteresowanie sportem, w szczególności kulturystyką. Na podstawie dostępnych wiadomości, najczęściej zagranicznych magazynów kulturystycznych, wraz z kolegami rozpoczął treningi kulturystyczne i siłowe. Efektem treningów były starty na lokalnych zawodach.
Okres lat dziewięćdziesiątych, pomiędzy Polską a Ukrainą. Po powrocie z Moskwy (a wcześniej z Grecji) osiadł w rodzinnej miejscowości, gdzie pracował jako kierownik obiektów sportowych.
Wtedy to zaczął jeździć do Polski i coraz częściej myślał o osiedleniu się na stałe w Trójmieście.
W roku 1999-2000 otworzył w Gdańsku bar z ukraińską kuchnią.

## Igor Mazurenko – armwrestling w Polsce
Mieszkając w Trójmieście i ćwicząc w lokalnych klubach Igor Mazurenko usłyszał o zawodach, które miały się odbyć na Molo w Sopocie. Oprócz wyciskania leżąc rozgrywano tam turniej w siłowaniu się na ręce. Mazurenko wziął w nich udział wygrywając w finale z zawodnikiem, który od kilku lat triumfował na sopockim Molo.
Od tego momentu Mazurenko całe swoje życie poświęcił na zgłębianie wszystkiego, co związane z tą nieznaną do tej pory w Polsce dyscypliną sportu.
Dzięki jego inicjatywie zebrała się grupa osób, od których rozpoczęła się historia polskiego armwrestlingu. Byli to:
- zawodnicy: pierwsi zawodnicy reprezentujący Polskę na zawodach „Pojedynek Gigantów”: Mirosław Myszke, Robert Grigorcewicz, Bartłomiej Babij, Daniel Hebel i Ireneusz Weber;
- pierwsza kadra narodowa Polski wybrana na pierwsze międzynarodowe zawody, czyli mistrzostwa Europy: Łukasz Krasoń, Daniel Hebel, Bartłomiej Babij, Marcin Kreft, Robert Tysięczny, Mirosław Myszke, Dariusz Gabrynowicz, Norbert Parzucha, Daniel Okoniewski.
- trenerzy: pierwszych kilka osób, które rozpoczęły w kilku ośrodkach zajęcia siłowania na ręce: Igor Mazurenko „Złoty Tur” Gdynia, Marcin Kreft „Złoty Lew” Lębork,
- organizatorzy: pierwsza grupa osób, które wraz z Igorem Mazurenko rozpoczęły organizowanie zawodów w armwrestlingu: Adam Popiołek i Andrzej Gardocki.
- sędziowie: David Shead, Artur Lewandowski, Monika Duma, i inni
- dziennikarze: Leszek Soboń, Piotr Szymanowski, w tym pierwsza grupa fotoreporterów z Mirkiem Krawczakiem, Markiem Pańczykiem i Pawłem Klajnederem.

Osoby te stopniowo poznawały armwrestling i angażowały w realizacje artykułów i zdjęć. Dziś armwrestling w Polsce wytwarza spójny „przekaz medialny”, czego ukoronowaniem jest strona armpower.net

## Praca dla mediów/z mediami
Równocześnie z organizacją pierwszych struktur sportowych (pierwszy klub) Igor Mazurenko rozpoczął pracę nad propagowaniem siłowania na ręce w mediach. Starał się przybliżyć tę dyscyplinę zarówno w mediach lokalnych, ogólnopolskich i branżowych.

## Początek armwrestlingu w Polsce
1999 r. Igor Mazurenko, zajmujący się wówczas trójbojem siłowym, otrzymał od Ukraińskiej Federacji Armwrestlingu propozycję przeprowadzenia meczu pomiędzy Polską a Ukrainą. Zawody miały na celu popularyzację tego sportu w Polsce. Chętnych było wielu, jednak udział w pojedynku mogło wziąć jedynie 5 zawodników z kraju. W dniu 28 listopada 1999 r., podczas rozgrywania zawodów kulturystycznych, odbył się pierwszy w Polsce turniej w armwrestlingu pod hasłem „Pojedynek Gigantów”.
W lutym 2000 r. zorganizowano kolejny turniej z udziałem ukraińskich zawodników, a w marcu oficjalnie zarejestrowano w Gdyni pierwszy polski Armwrestlingowy Klub Sportowy „Złoty Tur”. W kwietniu 2000 r. przedstawiciele klubu odwiedzili Moskwę na zaproszenie ówczesnego prezydenta EAF Igora Ahmiedszyna. Profesjonalizm polskich przedstawicieli został wysoko oceniony przez władze EAF, czego wyrazem było powierzenie polskiej Federacji, organizacji w Polsce X Mistrzostw Europy w Armwrestlingu.
Najważniejszym wydarzeniem 2000 r. było przyjęcie Polski do Europejskiej Federacji Armwrestlingu. Podczas kongresu WAF, odbywającego się na Mistrzostwach Świata w Rovaniemi (Finlandia), większością głosów podjęto decyzję, ze Mistrzostwa Świata w 2001 r. odbędą się w Polsce.
W grudniu 2001 r. odbyły się XXII Mistrzostwa Świata w Armwrestlingu. Do Gdyni zjechało aż 560 zawodników reprezentujących 29 krajów. Kadra Polski liczyła 30 zawodników. Kapituła złożona z trójmiejskich dziennikarzy i włodarzy Gdyni uznała XXII Mistrzostwa Świata za najlepszą imprezę sportową 2001 r.
Od czasu utworzenia Federacji Armwrestling Polska w Polsce powstało kilkadziesiąt klubów profesjonalnie zajmujących się armwrestlingiem. W Polsce (dane na rok 2006) funkcjonuje ponad 40 klubów zrzeszających około 500 zawodników.

## Historia kadry narodowej
Po raz pierwszy polska kadra narodowa wystartowała w 2000 r. na Mistrzostwach Europy organizowanych w Gdyni. Kadra Polski liczyła wówczas 9 zawodników. Najlepiej zaprezentowali się trzej zawodnicy z Lęborka zdobywając tytuł wicemistrza Europy w swojej kategorii wagowej oraz wiekowej.
Pierwszy klub zajmujący się armwrestlingiem w Polsce, pod nazwą „Złoty Tur” powstał w Gdyni.
Następnie zarejestrowano czasopismo ARMPOWER, które jako miesięcznik ukazywało się od roku 2000 do 2001 w trzech językach.
W roku 2000 powstała Federacja Armwrestling Polska, której Prezydentem jest Igor Mazurenko.
Od roku 1999 w Polsce regularnie odbywają się zawody rangi:
Amatorskiej, krajowej, jak Puchar Polski, Mistrzostwa Polski i inne lokalne zawody.
Polska już wielokrotnie była organizatorem i gospodarzem zawodów międzynarodowych w armwrestlingu. Były to, kolejno:
- 1999 r.: „Pojedynek Gigantów w Armwrestlingu – Gdynia”
- 2000 r.: „I International Armwrestling Tournament – Złoty Tur – Gdynia”
- 2001 r.: „XXII Mistrzostwa Świata w Armwrestlingu – Gdynia”
- 2001 r.: „II International Armwrestling Tournament – Złoty Tur – Gdynia”
- 2002 r.: „III International Armwrestling Tournament – Złoty Tur – Gdynia”
- 2003 r.: „I Puchar Świata Zawodowców w Armwrestlingu”- Warszawa
- 2004 r.: „XIV Mistrzostwa Europy w Armwrestlingu – Gdynia”
- 2004 r.: „II Puchar Świata Zawodowców w Armwrestlingu – Nemiroff World Cup – Warszawa”
- 2005 r.: „Międzynarodowa Gala Armwrestlingu Zawodowego – Starogard Gdański”
- 2005 r.: „Międzynarodowa Gala Armwrestlingu Zawodowego – Jaworzno”
- 2005 r.: „Międzynarodowa Gala Armwrestlingu Zawodowego – Olsztyn”
- 2005 r.: „III Puchar Świata Zawodowców w Armwrestlingu – Nemiroff World Cup – Warszawa”
- 2006 r.: „Międzynarodowa Gala Armwrestlingu Zawodowego – Gdynia”
- 2006 r.: „Międzynarodowa Gala Armwrestlingu Zawodowego – Starogard Gdański”
- 2006 r.: „IV Puchar Świata Zawodowców w Armwrestlingu – Nemiroff World Cup – Warszawa”
- 2007 r.: „Międzynarodowa Gala Armwrestlingu Zawodowego – Gdynia”
- 2007 r.: „Międzynarodowa Gala Armwrestlingu Zawodowego – Starogard Gdański”
- 2007 r.: „V Puchar Świata Zawodowców w Armwrestlingu – Nemiroff World Cup – Warszawa”
- 2008 r.: „Międzynarodowa Gala Armwrestlingu Zawodowego – Gdynia”
- 2008 r.: „Międzynarodowa Gala Armwrestlingu Zawodowego – Sopot”
- 2008 r.: „VI Puchar Świata Zawodowców w Armwrestlingu – Nemiroff World Cup – Warszawa”
- 2009 r.: „VII Puchar Świata Zawodowców w Armwrestlingu – Nemiroff World Cup – Warszawa”
- 2010 r.: „Europejska Liga Armwrestlingu – Przeźmierowo”
- 2010 r.: „VIII Puchar Świata Zawodowców w Armwrestlingu – Nemiroff World Cup – Sopot”
- 2011 r.: „IX Puchar Świata Zawodowców w Armwrestlingu – Nemiroff World Cup – Ożarów Mazowiecki”
- 2012 r.: „XXII Mistrzostwa Europy – Gdańsk 2012”
- 2012 r.: „X Puchar Świata Zawodowców w Armwrestlingu – Nemiroff World Cup – Warszawa”
- 2013 r.: „XXXV Mistrzostwa Świata w Armwrestlingu – Gdynia”

## Europejskie struktury armwrestlingu amatorskiego
Od roku 2003 do 2008 Igor Mazurenko pełnił funkcję Głównego Sekretarza Europejskiej Federacji Armwrestlingu.
Od 2008 jest Wiceprezydentem Europejskiej Federacji Armwrestlingu, Prezydentem Federacji jest Assen Hadjitodorov – Bułgaria.

## Zawodowy armwrestling
Od roku 2002 Igor Mazurenko i Assen Hadjitodorov stworzyli PAL Professional Armwrestling League, organizację światową której celem jest organizowanie zawodowych walk w siłowaniu się na ręce. Filie PAL znajdują się obecnie w Sofii, Gdyni, Dubaju i Las Vegas.
Od 2012 roku Igor Mazurenko jest Prezesem PAL USA z siedzibą w Las Vegas.
W zawodach organizowanych przez PAL wzięło już udział setki zawodników z ponad 40 krajów świata.

## Poza armwrestlingiem
Zainteresowania poza sportem i pracą zawodową, która ściśle się ze sportem wiąże: historia stosunków polsko-ukraińskich.
Lotnictwo – w latach dziecięcych i nastoletnich konstruował modele samolotów i marzył o służbie w lotnictwie. Dziś – uprawia lotnictwo sportowe, posiada turystyczną licencję pilota, a trenuje pilotaż akrobatyczny.